# Faeton (poemat)

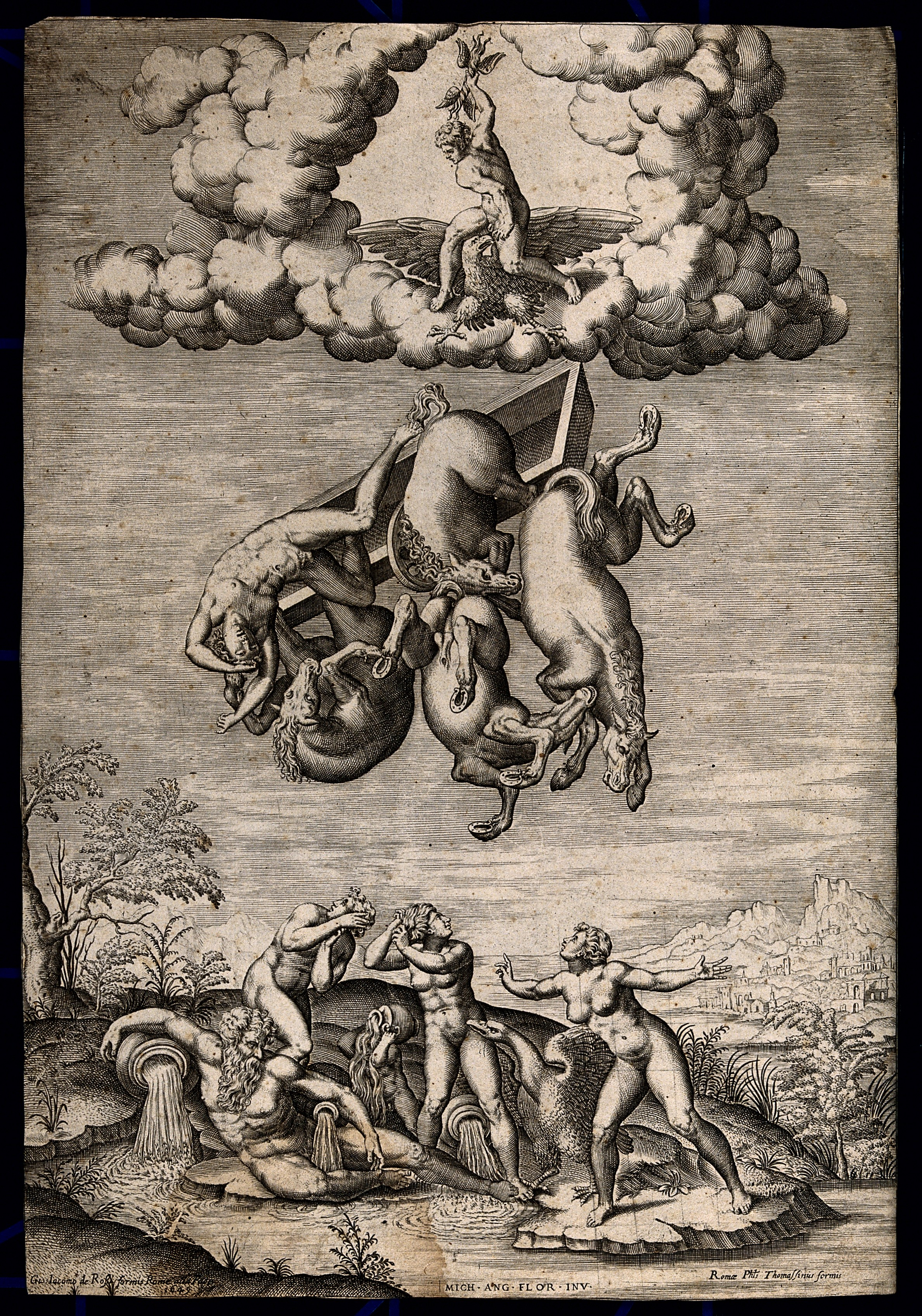
Giovanni Giacomo de Rossi, Upadek Faetona (z Michała Anioła), grafika z 1649 r.

Faeton – poemat dygresyjny Witolda Wirpszy, pisany od 1938 do 1968 roku , po raz pierwszy opublikowany w 1988 roku 
, uważany przez niektórych twórców (np. poeci Adam Wiedemann  , Jacek Gutorow ) za jedno z „najważniejszych osiągnięć polskiej poezji powstałej po drugiej wojnie światowej” . 

## Geneza
Poeta zaczął tworzyć swój poemat w październiku 1938 roku, ukończył go w październiku 1968 roku.
Według informacji w pierwszym wydaniu dzieła, Faeton powstawał w „Warszawie – Gdyni – Oflagu II (Grossborn) – Warszawie – Inowrocławiu
– Św. Katarzynie – Warszawie – Berlinie – Zakopanem – Warszawie”.

## Charakterystyka
Faeton został napisany z podziałem na wersy, jednak zdaniem Leszka Żulińskiego sam język stosowany przez Wirpszę jest „skrajnie sprozaizowany” .
Poemat zawiera liczne odwołania do mitologii grecko-rzymskiej , w tym do mitu o wykradnięciu słonecznego rydwanu przez tytułowego Faetona.
Zdaniem Jakuba Winiarskiego trudno jednoznacznie określić główny temat poematu, którym może być: konflikt pokoleń, władza, związki mitologii z chrześcijaństwem i nauką lub sama forma .

## Dzieje wydawnicze
Autor bezskutecznie próbował wydać swój cały obszerny poemat (300 stron maszynopisu) w obiegu oficjalnym. Jednym z wydawnictw, do których trafił maszynopis, był Zakład Narodowy im. Ossolińskich.
Pierwsze fragmenty Faetona zostały wydane na emigracji w 1969 roku, w 4. numerze londyńskiego czasopisma „Oficyna Poetów”, wydawanego przez Oficynę Poetów i Malarzy. Opublikowano fragmenty: Zaploty pamięci (V), Agregaty, Próba pornografii, Piwnica bogów (d), Zaploty pamięci (VI), Piwnica bogów (g), Ahaswer, Poród, Papier i Rozmowy (9).
W 1983 roku londyński „Puls” również opublikował fragmenty poematu w numerze 17.
w 1987 roku przedrukowano również fragment poematu pt. Okoliczności w berlińskim „Archipelagu” (nr 1–2).
Pierwsze, drugoobiegowe , niemal kompletne (brak strony 98.) wydanie książkowe poematu ukazało się w niskim nakładzie  w Warszawie w październiku 1988 roku w Wydawnictwie Społecznym „KOS”. Książkę wydawno drukiem offsetowym z maszynopisu, poemat został opatrzony 28 ilustracjami o wymowie katastroficznej, w tym ilustracją mitu o Faetonie.
Niemal w tym samym czasie, w 1988 roku, fragmenty poematu przedrukował również kwartalnik Polskiego Duszpasterstwa Katolickiego w Berlinie Zachodnim „Słowo” (nr 3). 
W latach 90. fragmenty poematu przedrukował „FA-art” w 1994 roku (nr 2) oraz „Opcje” w 1998 roku (nr 4).
Drugie wydanie, również bez fragmentu tekstu poematu, oparte na edycji z 1988 roku, będące pierwszą oficjalną edycją Faetona ukazało się bez logicznego uzasadnienia w dwóch częściach pt. Faeton i Faeton II odpowiednio w latach 2006 i 2007 w Instytucie Mikołowskim im. Rafała Wojaczka w Mikołowie .